# Campeonato Gaúcho de Futebol de 2008 - Série A
O Campeonato Gaúcho de Futebol de 2008 foi a 88ª edição da competição organizada pela Federação Gaúcha de Futebol. A disputa envolveu dezesseis clubes que estão divididos em duas chaves de oito clubes formadas a partir da classificação da primeira fase do campeonato de 2007.

## Participantes
| Equipe         | Município         | Participação | Em 2007                           | Estádio                      | Melhores desempenhos |
| -------------- | ----------------- | ------------ | --------------------------------- | ---------------------------- | --- |
| Grêmio         | Porto Alegre      | 66ª          | Campeão                           | Olímpico                     | Campeão em 1921, 1922, 1926, 1931, 1932, 1946, 1949, 1956, 1957, 1958, 1959, 1960, 1962, 1963, 1964, 1965, 1966, 1967, 1968, 1977, 1979, 1980, 1985, 1986, 1987, 1988, 1989, 1990, 1993, 1995, 1996, 1999, 2001, 2006 e 2007.            |
| Internacional  | Porto Alegre      | 64ª          | 7º                                | Beira-Rio                    | Campeão em 1927, 1934, 1940, 1941, 1942, 1943, 1944, 1945, 1947, 1948, 1950, 1951, 1952, 1953, 1955, 1961, 1969, 1970, 1971, 1972, 1973, 1974, 1975, 1976, 1978, 1981, 1982, 1983, 1984, 1991, 1992, 1994, 1997, 2002, 2003, 2004 e 2005 |
| Juventude      | Caxias do Sul     | 46ª          | Vice-campeão                      | Alfredo Jaconi               | Campeão em 1998 |
| Novo Hamburgo  | Novo Hamburgo     | 57ª          | 9º                                | Santa Rosa                   | Vice-campeão em 1942*, 1947*, 1949*, 1950* e 1952* |
| 15 de Novembro | Campo Bom         | 14ª          | 11º                               | Sady Schmidt                 | Vice-campeão em 2002, 2003 e 2005 |
| Ulbra          | Canoas            | 5ª           | 5º                                | Complexo Esportivo da Ulbra  | Vice-campeã em 2004 |
| São José-PoA   | Porto Alegre      | 24ª          | 12º                               | Passo D'Areia                | 5º em 2006 |
| Esportivo      | Bento Gonçalves   | 38ª          | 6º                                | Montanha dos Vinhedos        | Vice-campeão em 1979 |
| Santa Cruz     | Santa Cruz do Sul | 39ª          | 13º                               | Plátanos                     | 4º lugar em 1988 |
| São Luiz       | Ijuí              | 20ª          | 14º                               | 19 de Outubro                | 7º em 1998 |
| Inter-SM       | Santa Maria       | 33ª          | Vice-campeão da Divisão de Acesso | Presidente Vargas            | 3º lugar em 1980 e 1981 |
| Brasil-PE      | Pelotas           | 48ª          | 10º                               | Bento Freitas                | Campeão em 1919 |
| Veranópolis    | Veranópolis       | 15ª          | 3º lugar                          | Estádio Antônio David Farina | 3º lugar em 1998 e 2007 |
| Caxias         | Caxias do Sul     | 47ª          | 4º lugar                          | Centenário                   | Campeão em 2000 |
| Sapucaiense    | Sapucaia do Sul   | 1ª           | Campeão da Divisão de Acesso      | Arthur Mesquita Dias**       | Estreante |
| Guarany-BA     | Bagé              | 321ª         | 8º                                | Estrela D'Alva               | Campeão em 1920 e 1938 |

* Com o nome de Esporte Clube Floriano
** Como o estádio não atende ao regulamento da FGF, o Sapucaiense mandou seus jogos no Estádio Cristo Rei, em São Leopoldo.

## Regulamento
- 1ª fase:Os clubes jogarão entre si em turno e returno dentro das chaves, que foram definidas conforme a classificação obtida considerando-se apenas a pontuação da 1ª fase do Campeonato Gaúcho de 2007, de maneira que os times dos lugares ímpares ficarão na Chave 1 e os pares na Chave 2.

Os quatro primeiros colocados de cada chave classificar-se-ão para 2ª fase.
O último colocado de cada chave será rebaixado para a segunda divisão.
- 2ª fase:Os oito clubes classificados serão divididos em quatro chaves de dois clubes cada. Jogarão um contra o outro em sistema eliminatório em jogos de ida e volta. O mando do segundo jogo nessa fase será definido pela posição dos clubes na 1ª fase.
- 3ª fase:Os quatro clubes serão divididos em duas chaves de dois clubes cada. Jogarão um contra o outro em sistema eliminatório em jogos de ida e volta. O mando do segundo dessa fase será determinado pela campanha dos clubes somando a pontuação da 1ª e 2ª fases.
- 4ª fase:A fase final será disputa pelos vencedores da eliminatória da 3ª fase em jogos de ida e volta. Os perdedores da 3ª fase disputarão dois jogos para definir o terceiro lugar. O mando do segundo jogo da final e da disputa do terceiro lugar pertencerá aos clubes de melhor campanha ao longo de todo campeonato.

## Classificação

### Grupo 1
| Classificação do Grupo 1 | Classificação do Grupo 1 | Classificação do Grupo 1 | Classificação do Grupo 1 | Classificação do Grupo 1 | Classificação do Grupo 1 | Classificação do Grupo 1 | Classificação do Grupo 1 | Classificação do Grupo 1 | Classificação do Grupo 1 | Classificação do Grupo 1 | Classificação do Grupo 1 |
| Time | Time                     | Pts                      | J                        | V                        | E                        | D                        | GP                       | GC                       | SG                       |                          |                          |
| --- | ------------------------ | ------------------------ | ------------------------ | ------------------------ | ------------------------ | ------------------------ | ------------------------ | ------------------------ | ------------------------ | ------------------------ | ------------------------ |
| 1 | Grêmio                   | 36                       | 14                       | 11                       | 3                        | 0                        | 28                       | 8                        | 20                       |                          |                          |
| 2 | Caxias                   | 24                       | 14                       | 6                        | 6                        | 2                        | 18                       | 9                        | 9                        |                          |                          |
| 3 | Sapucaiense              | 22                       | 14                       | 6                        | 4                        | 4                        | 23                       | 20                       | 3                        |                          |                          |
| 4 | Ulbra                    | 21                       | 14                       | 6                        | 3                        | 5                        | 20                       | 24                       | -4                       |                          |                          |
| 5 | Esportivo                | 20                       | 14                       | 6                        | 2                        | 6                        | 17                       | 18                       | -1                       |                          |                          |
| 6 | Novo Hamburgo            | 17                       | 14                       | 5                        | 2                        | 7                        | 23                       | 24                       | -1                       |                          |                          |
| 7 | Santa Cruz               | 13                       | 14                       | 4                        | 1                        | 9                        | 16                       | 23                       | -7                       |                          |                          |
| 8 | 15 de Novembro           | 4                        | 14                       | 1                        | 1                        | 12                       | 11                       | 30                       | -19                      |                          |                          |
| Pts – Pontos ganhos; J – Jogos; V - Vitórias; E - Empates; D - Derrotas; GP – Gols pró; GC – Gols contra; SG – Saldo de gols; AP - Aproveitamento |                          |                          |                          |                          |                          |                          |                          |                          |                          |                          |                          |

|  |                                     |
|  | Classificação à 2ª Fase             |
|  | Rebaixamento à Segunda Divisão 2009 |

### Grupo 2
| Classificação do Grupo 2 | Classificação do Grupo 2 | Classificação do Grupo 2 | Classificação do Grupo 2 | Classificação do Grupo 2 | Classificação do Grupo 2 | Classificação do Grupo 2 | Classificação do Grupo 2 | Classificação do Grupo 2 | Classificação do Grupo 2 | Classificação do Grupo 2 | Classificação do Grupo 2 |
| Time | Time                     | Pts                      | J                        | V                        | E                        | D                        | GP                       | GC                       | SG                       |                          |                          |
| --- | ------------------------ | ------------------------ | ------------------------ | ------------------------ | ------------------------ | ------------------------ | ------------------------ | ------------------------ | ------------------------ | ------------------------ | ------------------------ |
| 1 | Internacional            | 32                       | 14                       | 10                       | 2                        | 2                        | 34                       | 9                        | 25                       |                          |                          |
| 2 | Internacional (SM)       | 26                       | 14                       | 7                        | 5                        | 2                        | 25                       | 20                       | 5                        |                          |                          |
| 3 | São José                 | 22                       | 14                       | 6                        | 4                        | 4                        | 19                       | 20                       | -1                       |                          |                          |
| 4 | Juventude                | 20                       | 14                       | 6                        | 2                        | 6                        | 17                       | 16                       | 1                        |                          |                          |
| 5 | São Luiz                 | 20                       | 14                       | 5                        | 5                        | 4                        | 22                       | 18                       | 4                        |                          |                          |
| 6 | Veranópolis              | 18                       | 14                       | 5                        | 3                        | 6                        | 22                       | 23                       | -1                       |                          |                          |
| 7 | Brasil                   | 16                       | 14                       | 5                        | 1                        | 8                        | 22                       | 26                       | -4                       |                          |                          |
| 8 | Guarany                  | 3                        | 14                       | 1                        | 0                        | 13                       | 12                       | 41                       | -29                      |                          |                          |
| Pts – Pontos ganhos; J – Jogos; V - Vitórias; E - Empates; D - Derrotas; GP – Gols pró; GC – Gols contra; SG – Saldo de gols; AP - Aproveitamento |                          |                          |                          |                          |                          |                          |                          |                          |                          |                          |                          |

|  |                                     |
|  | Classificação à 2ª Fase             |
|  | Rebaixamento à Segunda Divisão 2009 |

### 2ª Fase
Chave 1
| 29 de março de 2008 16h | Juventude  | 1 – 2  | Grêmio            | Estádio Centenário, Caxias do Sul Público: 14.514 Árbitro: Leonardo Gaciba |
|                         | Mendes 59' | Súmula | Reinaldo 10', 40' |                                                                            |

| 6 de abril de 2008 16h | Grêmio                       | 2 – 3  | Juventude                   | Estádio Olímpico, Porto Alegre Público: 30.798 Árbitro: Márcio Coruja |
|                        | Jonas 76' · Paulo Sérgio 90' | Súmula | Mendes 16', 38' · Tiago 62' |                                                                       |

Chave 2
| 28 de março de 2008 20h30 | São José            | 1 – 1  | Caxias     | Estádio Passo D'Areia, Porto Alegre Público: 400 Árbitro: Carlos Eugênio Simon |
|                           | Anderson Poti 90+2' | Súmula | Kempes 78' |                                                                                |

| 5 de abril de 2008 18h15 | Caxias     | 1 – 0  | São José | Estádio Centenário, Caxias do Sul Público: 2.652 Árbitro: Leonardo Gaciba |
|                          | Aélson 85' | Súmula |          |                                                                           |

Chave 3
| 30 de março de 2008 18h15 | Sapucaiense               | 2 – 1  | Internacional (SM)  | Estádio Cristo Rei, São Leopoldo Público: 934 Árbitro: Vinícius Costa da Costa |
|                           | Lacerda 14' · Leandro 73' | Súmula | Anderson Bill 90+3' |                                                                                |

| 6 de abril de 2008 16h | Internacional (SM)                  | 2 – 0  | Sapucaiense | Estádio Presidente Vargas, Santa Maria Público: 3.324 Árbitro: Márcio Chagas da Silva |
|                        | Anderson Bill 40' · Alê Menezes 82' | Súmula |             |                                                                                       |

Chave 4
| 30 de março de 2008 16h | Ulbra       | 1 – 4  | Internacional                               | Complexo Esportivo da Ulbra, Canoas Público: 1.502 Árbitro: Márcio Chagas da Silva |
|                         | Edílson 75' | Súmula | Guiñazu 30' · Alex 46', 78' · Cadu 54' (GC) |                                                                                    |

| 5 de abril de 2008 16h | Internacional                          | 3 – 2  | Ulbra            | Estádio Beira-Rio, Porto Alegre Público: 19.105 Árbitro: Carlos Eugênio Simon |
|                        | Fernandão 6' · Iarley 27' · Magrão 89' | Súmula | Jacques 19', 72' |                                                                               |

### Semi-finais
Chave 1
| 15 de Abril de 2008 20h30 | Juventude | 0 - 1  | Internacional (SM) | Estádio Alfredo Jaconi, Caxias do Sul Público: 11.966 Árbitro: Fabrício Neves Corrêa |
|                           |           | Súmula | João Paulo 32'     |                                                                                      |

| 20 de Abril de 2008 18h10 | Internacional (SM)              | 2 - 4  | Juventude                                             | Estádio Presidente Vargas, Santa Maria Público: 6.442 Árbitro: Vinícius Costa da Costa |
|                           | Chiquinho 24' · Jean Michel 72' | Súmula | Nunes 4' · Leandro Cruz 54' · Mendes 58' · Helder 71' |                                                                                        |

Chave 2
| 13 de Abril de 2008 16h | Caxias | 0 - 1  | Internacional | Estádio Centenário, Caxias do Sul Público: 10.471 Árbitro: Leandro Pedro Vuaden |
|                         |        | Súmula | Alex 90+2'    |                                                                                 |

| 20 de Abril de 2008 16h | Internacional | 2 - 1  | Caxias     | Estádio Beira-Rio, Porto Alegre Público: 30.597 Árbitro: Márcio Chagas da Silva |
|                         | Alex 19', 27' | Súmula | Flávio 78' |                                                                                 |

### Final
| 27 de Abril de 2008 16h | Juventude    | 1 - 0  | Internacional | Estádio Alfredo Jaconi, Caxias do Sul Público: 18.385 Árbitro: Leonardo Gaciba |
|                         | Maycon 90+3' | Súmula |               |                                                                                |

| 4 de Maio de 2008 16h | Internacional                                                                                   | 8 - 1 | Juventude      | Estádio Beira-Rio, Porto Alegre Público: 42.866 Árbitro: Carlos Eugênio Simon |
|                       | Danny Morais 25' · Fernandão 29', 31', 49' · Alex 37' · Nilmar 53' · Índio 77' · Clemer 90' (P) |       | Índio 56' (GC) |                                                                               |

## Confrontos
|  | Quartas de final | Quartas de final   | Quartas de final | Quartas de final |                    |           | Semifinais | Semifinais | Semifinais |  |           | Final | Final | Final |
|  |                  |                    |                  |                  |                    |           |            |            |            |  |           |       |       |       |
|  | 1                | Grêmio             | 2                | 2                |                    |           |            |            |            |  |           |       |       |       |
|  | 8                | Juventude          | 1                | 3                |                    |           |            |            |            |  |           |       |       |       |
|  | 8                | Juventude          | 1                | 3                |                    | Juventude | 0          | 4          |            |  |           |       |       |       |
|  |                  |                    |                  |                  |                    | Juventude | 0          | 4          |            |  |           |       |       |       |
|  |                  | Internacional (SM) | 1                | 2                |                    |           |            |            |            |  |           |       |       |       |
|  | 4                | Internacional (SM) | 1                | 2                | Internacional (SM) | 1         | 2          |            |            |  |           |       |       |       |
|  | 4                |                    |                  |                  | Internacional (SM) | 1         | 2          |            |            |  |           |       |       |       |
|  | 5                | Sapucaiense        | 2                | 0                |                    |           |            |            |            |  |           |       |       |       |
|  | 5                | Sapucaiense        | 2                | 0                |                    |           |            |            |            |  | Juventude | 1     | 1     |       |
|  |                  |                    |                  |                  |                    |           |            |            |            |  | Juventude | 1     | 1     |       |
|  |                  | Internacional      | 0                | 8                |                    |           |            |            |            |  |           |       |       |       |
|  | 3                | Internacional      | 0                | 8                | Caxias             | 1         | 1          |            |            |  |           |       |       |       |
|  | 3                |                    |                  |                  | Caxias             | 1         | 1          |            |            |  |           |       |       |       |
|  | 6                | São José           | 1                | 0                |                    |           |            |            |            |  |           |       |       |       |
|  | 6                | São José           | 1                | 0                |                    | Caxias    | 0          | 1          |            |  |           |       |       |       |
|  |                  |                    |                  |                  |                    | Caxias    | 0          | 1          |            |  |           |       |       |       |
|  |                  | Internacional      | 1                | 2                |                    |           |            |            |            |  |           |       |       |       |
|  | 2                | Internacional      | 1                | 2                | Internacional      | 4         | 3          |            |            |  |           |       |       |       |
|  | 2                |                    |                  |                  | Internacional      | 4         | 3          |            |            |  |           |       |       |       |
|  | 7                | Ulbra              | 1                | 2                |                    |           |            |            |            |  |           |       |       |       |
|  | 7                | Ulbra              | 1                | 2                |                    |           |            |            |            |  |           |       |       |       |

## Premiação
| Campeonato Gaúcho de 2008          |
| Porto Alegre                       |
| ---------------------------------- |
| INTERNACIONAL Campeão (38º título) |

## Campeão do Interior
| Campeão do Interior de 2008 |
| Caxias do Sul               |
| --------------------------- |
| Juventude 14º título        |

## Classificação Final
| Classificação final | Classificação final | Classificação final | Classificação final | Classificação final | Classificação final | Classificação final | Classificação final | Classificação final | Classificação final | Classificação final | Classificação final |
| Time | Time                | Pts                 | J                   | V                   | E                   | D                   | GP                  | GC                  | SG                  |                     |                     |
| --- | ------------------- | ------------------- | ------------------- | ------------------- | ------------------- | ------------------- | ------------------- | ------------------- | ------------------- | ------------------- | ------------------- |
| 1 | Internacional       | 47                  | 20                  | 15                  | 2                   | 3                   | 52                  | 15                  | 36                  |                     |                     |
| 2 | Juventude           | 29                  | 20                  | 9                   | 2                   | 9                   | 27                  | 31                  | -4                  |                     |                     |
| 3 | Internacional (SM)  | 29                  | 18                  | 9                   | 5                   | 4                   | 31                  | 26                  | 5                   |                     |                     |
| 4 | Caxias              | 28                  | 18                  | 7                   | 7                   | 4                   | 21                  | 13                  | 8                   |                     |                     |
| 5 | Grêmio              | 39                  | 16                  | 12                  | 3                   | 1                   | 32                  | 12                  | 20                  |                     |                     |
| 6 | Sapucaiense         | 25                  | 16                  | 7                   | 4                   | 5                   | 25                  | 23                  | 2                   |                     |                     |
| 7 | São José            | 23                  | 16                  | 6                   | 6                   | 5                   | 20                  | 22                  | -2                  |                     |                     |
| 8 | Ulbra               | 21                  | 16                  | 6                   | 3                   | 7                   | 23                  | 31                  | -8                  |                     |                     |
| 9 | Esportivo           | 20                  | 14                  | 6                   | 2                   | 6                   | 17                  | 18                  | -1                  |                     |                     |
| 10 | São Luiz            | 20                  | 14                  | 5                   | 5                   | 4                   | 22                  | 18                  | 4                   |                     |                     |
| 11 | Veranópolis         | 18                  | 14                  | 5                   | 3                   | 6                   | 22                  | 23                  | -1                  |                     |                     |
| 12 | Novo Hamburgo       | 17                  | 14                  | 5                   | 2                   | 7                   | 23                  | 24                  | -1                  |                     |                     |
| 13 | Brasil              | 16                  | 14                  | 5                   | 1                   | 8                   | 22                  | 26                  | -4                  |                     |                     |
| 14 | Santa Cruz          | 13                  | 14                  | 4                   | 1                   | 9                   | 16                  | 23                  | -7                  |                     |                     |
| 15 | 15 de Novembro      | 4                   | 14                  | 1                   | 1                   | 12                  | 11                  | 30                  | -19                 |                     |                     |
| 16 | Guarany             | 3                   | 14                  | 1                   | 0                   | 13                  | 12                  | 41                  | -29                 |                     |                     |
| Pts – Pontos ganhos; J – Jogos; V - Vitórias; E - Empates; D - Derrotas; GP – Gols pró; GC – Gols contra; SG – Saldo de gols; AP - Aproveitamento |                     |                     |                     |                     |                     |                     |                     |                     |                     |                     |                     |

|  |                                                     |
|  | Classificado à Série C 2008 e a Copa do Brasil 2009 |
|  | Classificação à Série C 2008                        |
|  | Classificação à Copa do Brasil 2009                 |
|  | Rebaixamento à Segunda Divisão Gaúcha em 2009       |

Observações
- Classificam-se para a Série C os três primeiros colocados do campeonato, exceto Grêmio e Internacional, que disputarão a Série A, e Juventude, que jogará a Série B.

## Estatísticas
Melhores Ataques
- Internacional - 52 gols
- Grêmio - 32 gols
- Inter de Santa Maria - 28 gols

Melhores Defesas
- Grêmio - 12 gols
- Internacional - 13 gols
- Caxias - 14 gols

Vitórias
- Mais - Internacional (15)
- Menos - 15 de Novembro e Guarany de Bagé (1 cada)

Derrotas
- Menos - Grêmio (1)
- Mais - Guarany de Bagé (13)

Maior goleada
- Internacional 8-1 Juventude

Maiores Públicos
- Internacional 2-0 Brasil; 46.472
- Internacional 8-1 Juventude; 42.866

### Maiores artilheiros
13 gols:  Mendes (Juventude)

13 gols:  Alex (Internacional)

8 gols:  Ronaldo Capixaba (São Luiz)

7 gols:  Júnior Paulista (São José)

6 gols:  Iarley (Internacional), Léo Mineiro (Caxias) e Sandro Sotilli (Veranópolis)

## Desenvolvimento
Turno
- Primeira rodada: O zagueiro Léo, do Grêmio marca o primeiro gol do Campeonato Gaúcho de 2008 na partida em que sua equipe derrotou o 15 de Novembro por 3 a 0.[2]
- Quarta rodada: O Grêmio quebra a invencibilidade da defesa do Caxias, que estava até o momento sem tomar gols. O jogo terminou em 2 a 2.
- Sexta rodada: O jogador do Internacional, Fernandão marca o gol mais rápido da edição de 2008 no jogo contra o Guarany, fazendo 1 a 0 aos 28 segundos do primeiro tempo. O jogo terminou em 2 a 0 para a equipe colorada..[3]

Returno
- Oitava rodada: O Internacional (SM) perde sua invencibilidade no Campeonato, após perder de 1 a 0 para o São José.
- Décima rodada: O Grêmio se torna o primeiro clube matematicamente classificado para a Segunda Fase do campeonato após a vitória por 1 a 0 diante no Novo Hamburgo. Nesta rodada, o time também se torna o único invicto no campeonato devido a derrota do Caxias para a Ulbra por 1 a 0.
- Décima-segunda rodada: A vitória de 2 a 0 sobre o São José classifica o Internacional para a Segunda Fase. Horas mais tarde, o Guarany perde para o Internacional (SM) por 3 a 1 e é rebaixado com três rodadas de antecipação, fazendo a equipe de Santa Maria se classificar para a próxima fase.[4]
- Décima-terceira rodada: O Grêmio garante a primeira colocação geral do Campeonato após a vitória de 2 a 0 sobre o Sapucaiense no Estádio Olímpico, adquirindo o direito de jogar a segunda partida em casa a partir da Segunda Fase do torneio, até a final.[5] Um dia depois, o São José vence o Brasil no Estádio Passo D'Areia e elimina a equipe xavante da competição.[6] No Sábado, o Caxias se torna o segundo clube a se classificar no Grupo 1 ao bater o 15 de Novembro por 3 a 0, resultado que provoca o rebaixamento o clube campo-bonense com duas rodadas de antecipação.[7]
- Décima-quarta rodada: A última rodada define os classificados. No Grupo 1, enfrentando o já eliminado Novo Hamburgo, o Esportivo é derrotado em casa e deixa a vaga nas quartas-de-final para a Ulbra, que mesmo perdendo para o Sapucaiense assegura o quarto lugar. No Grupo 2, o São José derrota o Juventude fora de casa, mas a equipe caxiense ainda consegue garantir a última vaga graças ao empate do São Luiz com o Brasil.